# Ілля II (католикос-патріарх всієї Грузії)
Католико́с-Патріа́рх Ілля́ II (груз. კათოლიკოს-პატრიარქი ილია II; в миру Іра́клі Гудушаурі́-Шіолашві́лі (груз. ირაკლი ღუდუშაური-შიოლაშვილი); нар. 4 січня 1933, Орджонікідзе, Північно-Осетинська АРСР, РРФСР) — єпископ Грузинської православної церкви. З 23 грудня 1977 року — предстоятель Грузинської православної церкви.

## Біографія
Батьки — з Казбезького району: батько, Георгій Симонович Шіолашвілі, — із села Сно; мати, Наталя Йосипівна Кобаїдзе — із села Сиони. В 1927 році вони переїхали у Владикавказ. Хрещений у день свята Різдва Христова у грузинському храмі; наречений Іраклієм на честь грузинського царя Іраклія II.
Закінчив Московську духовну семінарію в 1957 й Московську духовну академію в 1960.
26 серпня 1963 рукоположений у єпископи Батумські й Шемокмедські. Ректор Мцхетської духовної семінарії (1963—1972). З 1967 єпископ Сухумський, митрополит з 1969.
9 листопада 1977 року, по смерті католикоса-патріарха Давида (Девдаріані) рішенням Св. Синоду був призначений блюстителем патріаршого престолу.
23 грудня 1977 роки був обраний Католикосом-Патріархом; інтронізація відбулася 25 грудня 1977 року.
В 1978–1983 роки був президентом Всесвітньої ради церков.
При ньому відбулося масштабне відродження православ'я в Грузії в 1980-і роки. Починаючи з 1989 неодноразово діяв як посередник між ворогуючими політичними сторонами. Брав участь у створенні Православної Енциклопедії, де поміщена його стаття про Грузинську церкву.
25 липня 2011 року Ілля ІІ уперше в житті прибув до Києва. Це відбулося у рамках патріаршого візиту з приводу святкування 1023річчя Хрещення Русі і тезоіменинства глави УПЦ (МП) Митрополита Володимира. Зокрема, у цей день Ілля ІІ відслужив молебень на Соборній площі Києво-Печерської Лаври.

## Позиція Іллі II у грузинсько-російському конфлікті
Ще у травні 2008 року із загостренням російсько-грузинських відносин, Ілля II закликав Президентів Росії та Грузії утриматись від кровопролиття:

| По обидва боки були допущені помилки, і їх треба виправляти. Сподіваюся, президенти й уряд Росії й Грузії зроблять все, щоб ніякого збройного зіткнення не відбулося[3] |
Також Ілля ІІ висловлюється за дружбу російського та грузинського народів:

| Ми єдині вірою — росіяни й грузини. Нас посварити не можна ніколи. Ми будемо завжди разом. Ми потрібні вам, а ви потрібні нам. Нас поєднують багато сторіч, а найголовніше — нас поєднує віра[4] |
Ілля ІІ засудив вторгнення російських військ у Грузію:

| Це наша спільна трагедія, але всі неодмінно повинні знати, і особливо населення Цхінвальського регіону (і також жителі Абхазії), що з ними грузини не воюють, і ніхто не бажає їх вигнати. Грузія захищає цілісність своїх кордонів. Це справедливе бажання, і воно знаходиться у згоді з міжнародними нормами[5] |
а у листі від 12 серпня Президенту Росії він писав:

| Це те ж саме, якщо в Росії раптом виникнуть проблеми, наприклад, у Новгороді або Смоленську й вона захистить свої території. Тим більше що у вашої країни вже є подібний досвід у Чечні[6] |
Ілля ІІ підкреслює, що

| "грузинський народ ніколи не упокориться із зазіханням на свої границі. Грузія ніколи не привласнювала чужих територій, але свої захищала до кінця»[6] |.
У кінці 2019 року патріарх Ілля написав Кирилу листа: в якому просив не надсилати капеланів РПЦ в Абхазії, Цхінвалі, Киргизії. «Відповідно до церковного закону, неприпустимо направляти духовенство до нашої юрисдикції без нашого дозволу, як для служіння у військових формуваннях, так і серед населення. Цей вчинок погіршує ситуацію». Також Ілля висловив стурбованість «викраденням та ув'язненням відомого хірурга містера Важи Гапріндашвілі».
РПЦ не визнає за патріархом Іллею ІІ титулу «митрополит Піцундський та Сухумо-Абхазький» і проводить богослужіння на канонічній території Грузинської Церкви в Абхазії.

## Нагороди
- 1972 р. — Орден святої рівноапостольної Ніни[9];
- 1977 р. — Орден святого великомученика Георгія Побідоносця[9];
- 1977 р. — Орден святого Іоанна Рильського I-го ступеня[9];
- Орден Дружби народів[9];
- 1997 р. — Орден Давида Агмашенебелі[9];
- 2003 р. — Президентський орден Сяйво (Грузія)[10];
- 2005 р. — Орден «Слава» (Азербайджан)[9];
- Орден князя Ярослава Мудрого III ст. (11 жовтня 2007) — за багаторічне душпастирське служіння і милосердницьку діяльність, визначний особистий внесок у розвиток грузинсько-українських духовних зв'язків[11]
- 2008 р. — Золотий орден хітона Господнього[9];
- 2008 р. — Орден Культурної спадщини[9];
- 2010 р. — Президентський орден Сяйво[12];
- 2011 р. — Орден св. Володимира 1 ступеня;
- 2013 р. — Орден «Слави і Честі»[ru] 1 ступеня[13];
- Орден князя Ярослава Мудрого I ст. (27 липня 2013) — за визначну церковну діяльність, спрямовану на піднесення авторитету православ'я у світі, та з нагоди відзначення в Україні 1025-річчя хрещення Київської Русі[14]
- Орден «За заслуги» I ст. (9 січня 2013) — за визначний особистий внесок у розвиток українсько-грузинських культурно-духовних зв'язків, багаторічну подвижницьку діяльність[15]

### Звання
- Почесний член МДА (1978)[9];
- Почесний доктор богослов'я Нью-Йоркської духовної академії (1991)[9];
- Дійсний член Міжнародної академії інформатизації при ООН[9];
- Почесний член Критської духовної академії (1997)[9];
- Почесний доктор богослов'я Свято-Тихоновської духовної семінарії Православної Церкви в Америці (1998)[9];
- Почесний доктор богословських наук Тбіліського державного університету (2003)[9];
- Почесний член АН Грузії (2005)[9];
- Почесний доктор богослов'я «Honoris causa» Київської духовної академії (2011)[16];
- Лауреат премії Міжнародного фонду єдності православних народів «За особливі заслуги в справі зміцнення братніх зв'язків між православними народами і Церквами»[17].